# Вендиш-Эверн
Вендиш-Эверн (нем. Wendisch Evern) — община в Германии, в земле Нижняя Саксония.
Входит в состав района Люнебург. Подчиняется управлению Остайде. Население составляет 1763 человека (на 31 декабря 2010 года). Занимает площадь 14,9 км².